# Borusso von Blücher
Borusso Lebrecht Borwin von Blücher (* 17. September 1944 in Bad Segeberg) ist ein deutscher Jurist und Diplomat. Von 2003 bis 2009 war er Botschafter in Panama.

## Familie
Er stammt aus dem alten, ursprünglich mecklenburgischen Adelsgeschlecht Blücher. Seine Eltern waren Borwin von Blücher (1904–nach 1944) und Irmela, geb. Löhr (1907–1997). Der Vater war Buchhändler und führte bis 1944 das Buchgeschäft in Bad Segeberg. Borusso von Blücher hatte 1979 in Heidelberg Stephanie von Gulat-Wellenburg geheiratet und hatte drei Kinder, Julian, Isabelle und Felix.

## Leben

### Ausbildung und Studium

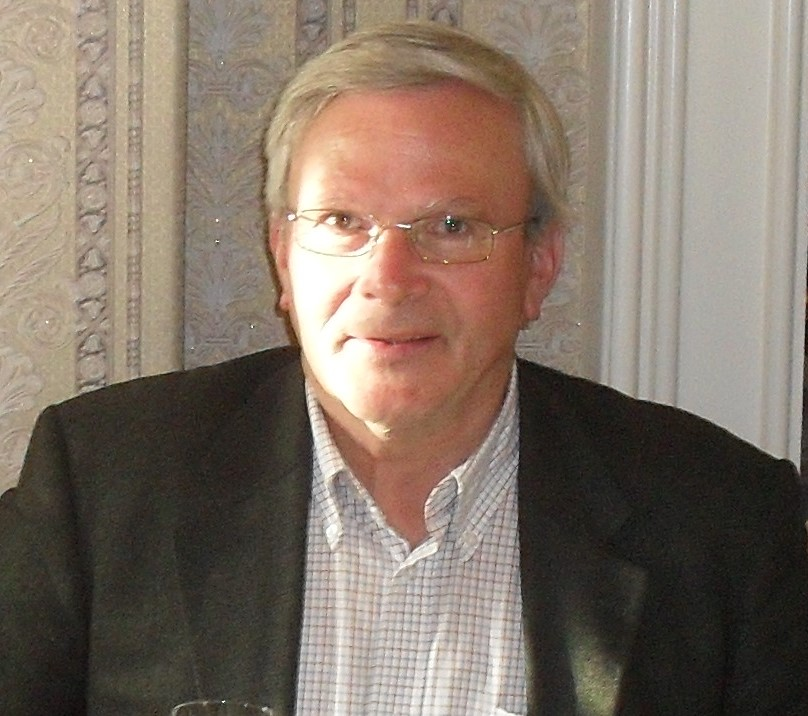
Borusso v. Blücher, 2012

Blücher studierte Rechtswissenschaften an den Universitäten Heidelberg und München. Im Rahmen des juristischen Vorbereitungsdienstes arbeitete er in der Rechtsabteilung eines Unternehmens in New Jersey (USA) und bestand 1973 das 2. Juristische Staatsexamen.

### Finanzverwaltung
Bevor er 1977 in das Auswärtige Amt eintrat war er im höheren Dienst der Finanzverwaltung des Landes Baden-Württemberg tätig.

### Auswärtiger Dienst
Nach Abschluss der Attaché-Ausbildung fand er zunächst von 1979 bis 1982 Verwendung an der Botschaft Warschau und bis 1985 an der Botschaft Bogotá.
Nach einer anschließenden Tätigkeit als Referent in der politischen Abteilung des Auswärtigen Amts wurde er 1988 als Leiter der Kulturabteilung an die Botschaft Madrid versetzt. 1991 bis 1995 folgte eine Verwendung als Stellvertretender Referatsleiter wiederum in der politischen Abteilung des Auswärtigen Amts. Dort leitete er 2000 bis 2003 das Protokollreferat 700.
Im Oktober 2003 wurde Blücher Botschafter in Panama. Er bekleidete dieses Amt bis zum Eintritt des Pensionsalters 2009.

### Sonstige Tätigkeiten
Blücher war von 1995 bis 2000 Protokollchef in der Staatskanzlei des Freistaats Sachsen unter dem sächsischen Ministerpräsidenten Kurt Biedenkopf.